# Емзаріос Бентінідіс
Емзаріос Бентінідіс також Емзаріос Бетінідіс (грец. Εμζάριος Μπε(ν)τινίδης, груз. ემზარ ბედინეიშვილი (укр. Емзар Бедінеїшвілі); нар. 16 серпня 1975, Тбілісі, Грузинська РСР, СРСР) — грузинський і грецький борець вільного стилю, чемпіон та чотириразовий бронзовий призер чемпіонатів Європи, учасник трьох Олімпійських ігор.

## Біографія
Боротьбою почав займатися з 1985 року. Виступав за збірну Грузії на літніх Олімпійських іграх 2000 року. У її складі ставав переможцем (2000) та бронзовим призером (1999) європейських першостей. З 2004 року виступає за збірну Греції. Представляв її на двох Олімпіадах 2004 та 2008 року. У її складі тричі (у 2004, 2007 та 2008) ставав бронзовим призером чемпіонатів Європи.
Після завершення активних виступів на борцівському килимі перейшов на тренерську роботу, працює на посаді головного тренера юніорської збірної Грузії з вільної боротьби.

## Спортивні результати на міжнародних змаганнях

### Виступи на Олімпіадах
| Змагання                    | Збірна | Вагова категорія          | Місце |
| --------------------------- | ------ | ------------------------- | ----- |
| Літні Олімпійські ігри 2000 | Грузія | вільна боротьба, до 69 кг | 17    |
| Літні Олімпійські ігри 2004 | Греція | вільна боротьба, до 74 кг | 10    |
| Літні Олімпійські ігри 2008 | Греція | вільна боротьба, до 74 кг | 8     |

### Виступи на Чемпіонатах світу
| Змагання                        | Збірна | Вагова категорія          | Місце |
| ------------------------------- | ------ | ------------------------- | ----- |
| Чемпіонат світу з боротьби 1998 | Грузія | вільна боротьба, до 69 кг | 6     |
| Чемпіонат світу з боротьби 1999 | Грузія | вільна боротьба, до 69 кг | 4     |
| Чемпіонат світу з боротьби 2001 | Грузія | вільна боротьба, до 69 кг | 6     |
| Чемпіонат світу з боротьби 2006 | Греція | вільна боротьба, до 74 кг | 7     |
| Чемпіонат світу з боротьби 2007 | Греція | вільна боротьба, до 74 кг | 10    |
| Чемпіонат світу з боротьби 2010 | Греція | вільна боротьба, до 84 кг | 13    |
| Чемпіонат світу з боротьби 2011 | Греція | вільна боротьба, до 84 кг | 27    |

### Виступи на Чемпіонатах Європи
| Змагання                         | Збірна | Вагова категорія          | Місце  |
| -------------------------------- | ------ | ------------------------- | ------ |
| Чемпіонат Європи з боротьби 1996 | Грузія | вільна боротьба, до 68 кг | 9      |
| Чемпіонат Європи з боротьби 1997 | Грузія | вільна боротьба, до 69 кг | 9      |
| Чемпіонат Європи з боротьби 1998 | Грузія | вільна боротьба, до 69 кг | 4      |
| Чемпіонат Європи з боротьби 1999 | Грузія | вільна боротьба, до 69 кг | Бронза |
| Чемпіонат Європи з боротьби 2000 | Грузія | вільна боротьба, до 69 кг | Золото |
| Чемпіонат Європи з боротьби 2004 | Греція | вільна боротьба, до 74 кг | Бронза |
| Чемпіонат Європи з боротьби 2006 | Греція | вільна боротьба, до 74 кг | 7      |
| Чемпіонат Європи з боротьби 2007 | Греція | вільна боротьба, до 74 кг | Бронза |
| Чемпіонат Європи з боротьби 2008 | Греція | вільна боротьба, до 74 кг | Бронза |
| Чемпіонат Європи з боротьби 2011 | Греція | вільна боротьба, до 84 кг | 9      |

### Виступи на інших змаганнях
| Змагання                                                        | Збірна | Вагова категорія          | Місце  |
| --------------------------------------------------------------- | ------ | ------------------------- | ------ |
| Всесвітні ігри військовослужбовців 1999                         | Грузія | вільна боротьба, до 76 кг | Срібло |
| Олімпійський кваліфікаційний турнір з боротьби 2008 (Мартіні)   | Греція | вільна боротьба, до 74 кг | 5      |
| Олімпійський кваліфікаційний турнір з боротьби 2008 (Варшава)   | Греція | вільна боротьба, до 74 кг | Бронза |
| Золотий Гран-прі з боротьби 2010 (Тбілісі)                      | Греція | вільна боротьба, до 84 кг | 10     |
| Середземноморський чемпіонат з боротьби 2011                    | Греція | вільна боротьба, до 84 кг | Золото |
| Меморіал Вацлава Циолковського 2011                             | Греція | вільна боротьба, до 84 кг | 9      |
| Тестовий турнір FILA 2011                                       | Греція | вільна боротьба, до 84 кг | 7      |
| Олімпійський кваліфікаційний турнір з боротьби 2012 (Софія)     | Греція | вільна боротьба, до 84 кг | 10     |
| Олімпійський кваліфікаційний турнір з боротьби 2012 (Тайюань)   | Греція | вільна боротьба, до 84 кг | 4      |
| Олімпійський кваліфікаційний турнір з боротьби 2012 (Гельсінкі) | Греція | вільна боротьба, до 84 кг | 9      |

### Виступи на змаганнях молодших вікових груп
| Змагання                                     | Збірна | Вагова категорія          | Місце |
| -------------------------------------------- | ------ | ------------------------- | ----- |
| Чемпіонат світу з боротьби серед молоді 1995 | Грузія | вільна боротьба, до 68 кг | 4     |